# El-Amra (Qina)
El-Amra (arabisch العمرة, DMG al-ʿAmra) ist ein Dorf im Gouvernement Qina, Ägypten. Es befindet sich am Übergang vom fruchtbaren Niltal zur Libyschen Wüste, etwa 73 Kilometer westlich der Provinzhauptstadt Qina. El-Amra liegt im Markaz Abu Tischt, beim Zensus 2006 wurden 13.735 Einwohner gezählt.
Der Ortsname ist in der archäologischen Forschung vor allem als die Bezeichnung Amratien oder Amra-Kultur für die 1. Naqada-Kultur (ca. 4500 bis 3500 v. Chr.) bekannt. In der Nähe befinden sich vor- und frühgeschichtliche Friedhöfe, auf denen u. a. goldene Messergriffschalen, eine Schminkpalette mit dem Emblem des Gottes Min, sowie ein Rollsiegel und eine Privatplastik des Mittleren Reiches gefunden wurden.